# Oskar Kaufmann
Oskar Kaufmann (Arad, 2 febbraio 1873 – Budapest, 8 settembre 1956) è stato un architetto ungherese, esperto in costruzioni e attivo a Berlino dal 1900.

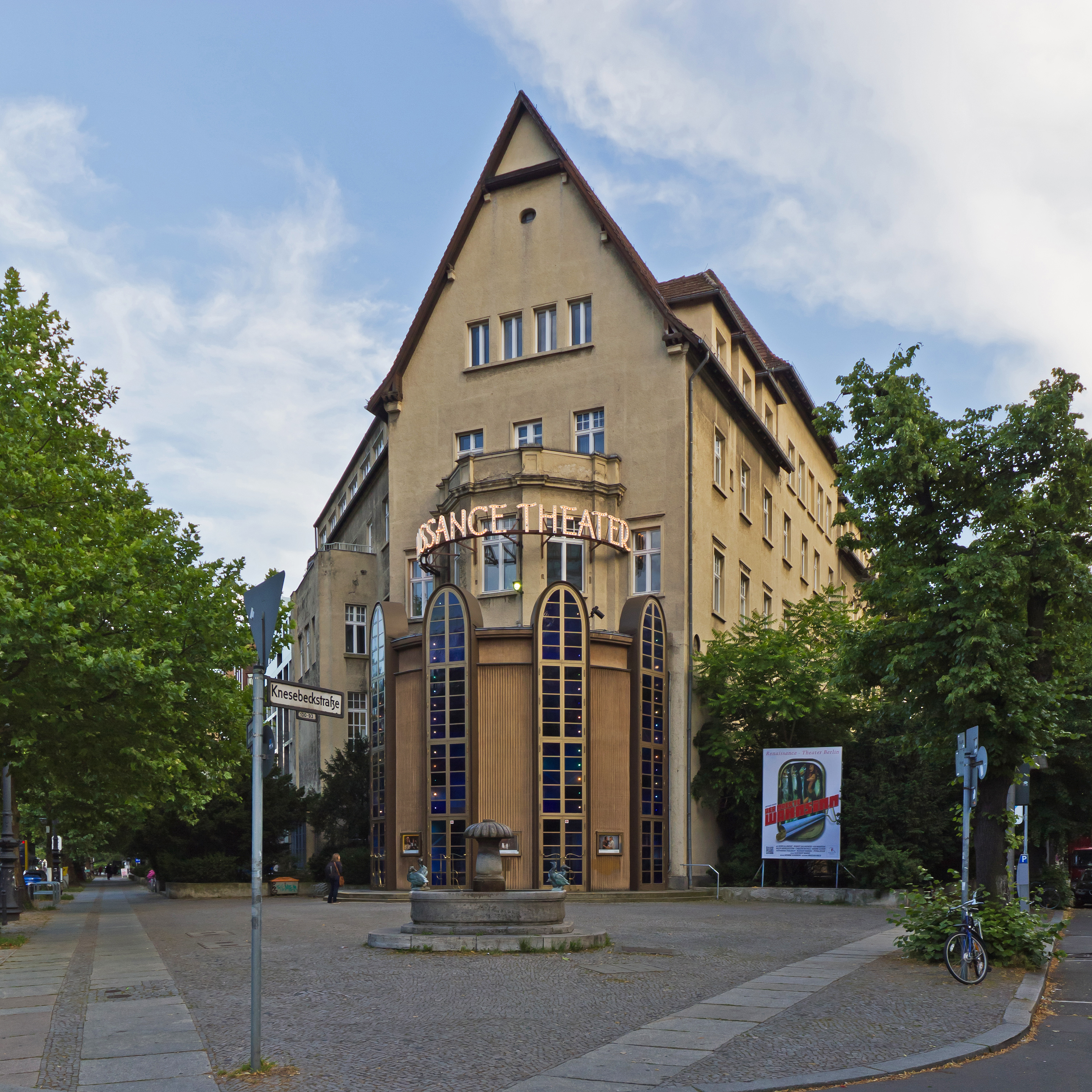
Renaissance Theater di Berlino

Tra le sue opere più note il Teatro Kroll, il Teatro Hebbele, il Teatro Renaissance, tutti a Berlino, il Wiener Stadttheater a Vienna e il Teatro Habimah a Tel Aviv.

## Biografia

### Istruzione e primi anni

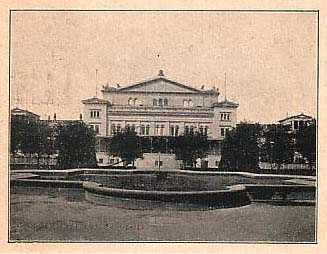
Teatro Kroll, Berlino

Kaufmann nacque a Újszentanna/Neu Sankt Anna (oggi Sântana), vicino Arad oggi in Romania), in una ricca famiglia ebraica d'Ungheria. Iniziò lo studio dell'architettura all'Università di Budapest in disaccordo con i suoi genitori che avrebbero voluto fosse diventato un pianista. La tensione fu così grande che i genitori gli rifiutarono il sostegno finanziario, tanto che dovette lasciare l'Ungheria e continuare i suoi studi in Germania, presso il Grossherzogliche Technische Hochschule (Collegio tecnico granducale) a Karlsruhe. Per ironia della sorte, si mantenne agli studi esibendosi come pianista. Questo lo mise in contatto con molte persone dalla scena musicale locale, tra le quali l'allora direttore della Karlsruhe Hofoper (Opera di corte), il compositore Felix Mottl. Mottl apprezzò l'abilità di Kaufmann come pianista, e lui e altri contatti musicali di Kaufmann risultarono poi essere importanti nella sua opera architettonica.
Studiò con Josef Durm, Otto Warth, Carl Schäfer e Max Laeuger e si laureò il 14 dicembre 1899, con il giudizio di "buono".
Durante il percorso di studi a Karlsruhe, Kaufmann incontrò la sua futura moglie, Emma Gönner, figlia del sindaco di Baden-Baden. Si sposarono nel 1903, e per farlo Kaufmann dovette convertirsi al cristianesimo su richiesta del suocero.

### Primi anni a Berlino
A Berlino, Kaufmann ottenne un lavoro nello studio di architettura, specializzato nella progettazione di teatri, di Bernhard Sehring. Gli fu assegnata la costruzione di un nuovo teatro nella città di Bielefeld. Questo fu il suo primo progetto, influenzato dal lavoro di un altro architetto di Karlsruhe, Hermann Billings, che Kaufmann non incontrò mai di persona, anche se avevano vissuto a Karlsruhe entrambi. L'influenza delle opere di Alfred Messel è riscontrabile anche nel disegno dell'edificio.

### Libero professionista

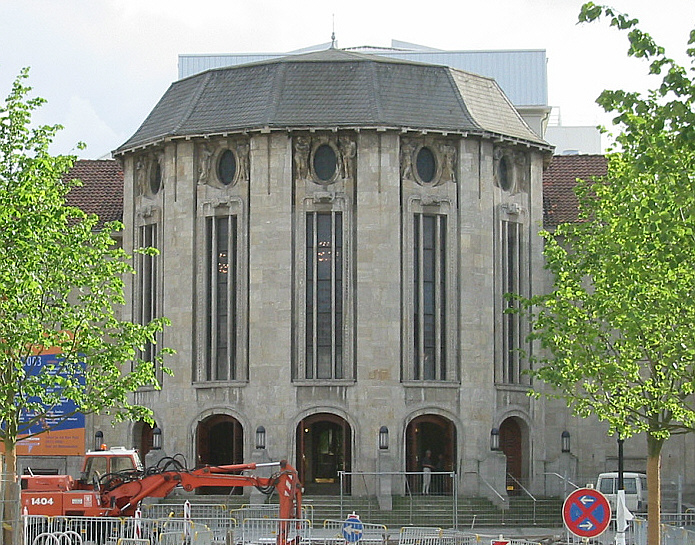
Stadttheater Bremerhaven

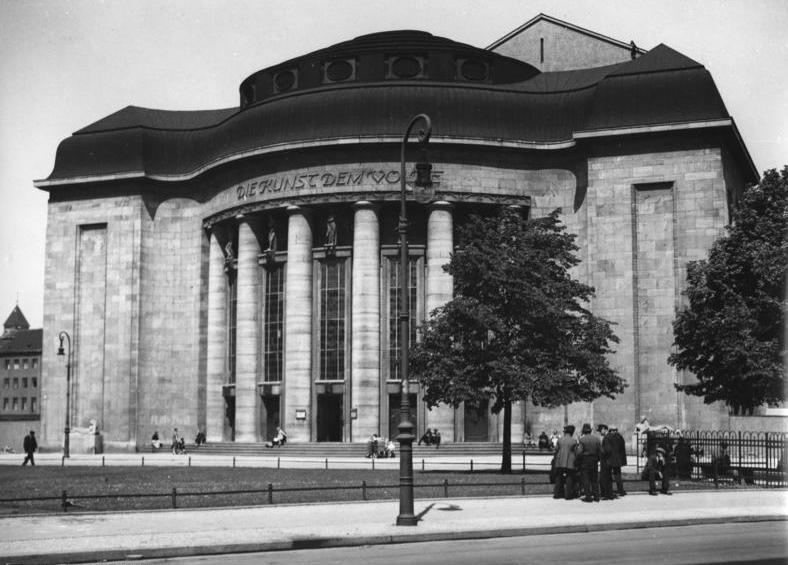
Teatro Volksbühne in Rosa-Luxemburg-Platz a Berlino

Dal 1905 al 1908 Kaufmann lavorò a progetti di piccole dimensioni per conto di Sehring, come una locanda a Berlino che in seguito fu distrutta durante la seconda guerra mondiale. Fu anche contattato per coordinare l'arredamento per camere da letto dal grande magazzino Wertheim. Questo lavoro mise Kaufmann in contatto con l'imprenditore teatrale e regista Eugen Robert. Robert incaricò Kaufmann di assisterlo nella costruzione di un nuovo teatro che stava progettando, dato che era rimasto profondamente impressionato del teatro che Kaufmann aveva costruito a Bielefeld. In relazione a questa e ad altre opere che aveva realizzato mentre lavorava nell'ufficio di Sehring, Kaufmann decise di aprire un proprio studio di architettura, nel 1908, in Luitpoldstraße nel quartiere di Schöneberg a Berlino. Lo studio, in seguito, si trasferì in Ansbacherstraße a Charlottenburg. Il teatro che Robert gli aveva commissionato, il Teatro Hebbel, gli ottenne il suo primo riconoscimento diffuso. Tuttavia, la sua percepita inesperienza agì contro di lui, dato che non fu invitato a fare un'offerta per la ristrutturazione dello Stadttheater Bremerhaven. Solo dopo che uno dei tre architetti invitati a fare un'offerta, Max Littmann, rifiutò l'incarico, egli fu invitato a prendere il suo posto.
Fu significativo il fatto che venne selezionato, da una giuria comprendente architetti importanti come Max Liebermann e Otto March, per la progettazione di un nuovo edificio per il nuovo teatro dell'opera di Charlottenburg. Tuttavia, per varie ragioni la sua costruzione non andò a buon fine. Tuttavia, il suo lavoro sui teatri Bremerhaven e Hebbel, oltre alla sua selezione da parte della giuria di Charlottenburg, servirono a dargli una solida reputazione come architetto teatrale. Quando decisero di escluderlo da un concorso per ridisegnare la Staatsoper Unter den Linden a Berlino, per la ragione tecnica che non aveva ricevuto la cittadinanza tedesca nei suoi trent'anni di soggiorno in Germania, la notizia fu accolta con scherno e disaccordo dalla stampa e tra gli esperti di architettura, e la sua fama ne uscì confermata.

### Collaborazione con Eugen Stolzer
Durante la costruzione del nuovo teatro della città di Bremerhaven, Kaufmann aveva incontrato il giovane architetto ungherese Eugen Stolzer. Stolzer aveva studiato all'Università tecnica di Monaco di Baviera (1904-1908) e aveva vinto il premio nazionale ungherese di architettura nonché un premio dell'École nationale supérieure des beaux-arts di Parigi. Stolzer realizzò dei progetti per Kaufmann, che rimase così impressionato da proporgli, nel 1916, di diventare suo socio principale nello studio di architettura. Stolzer e Kaufmann progettarono molti dei loro edifici insieme ed ebbero stili estremamente simili.

### Prima guerra mondiale e anni 1920

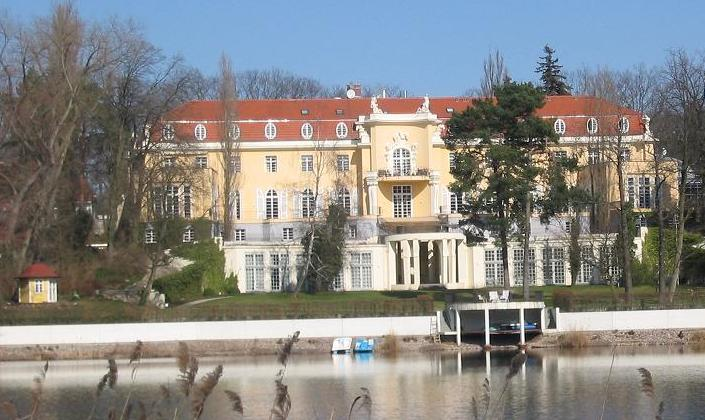
Villa Konschewski, Berlino, progettata per Pommeranian paper manufacturer del dottor Moritz Konschewski

A causa del fatto di non avere la cittadinanza tedesca, Kaufmann non fu chiamato a prestar servizio nell'esercito tedesco durante la prima guerra mondiale. Questa fortunata evenienza gli consentì di promuovere il suo studio di architettura. Tuttavia, la guerra ebbe un impatto negativo sulla quantità di lavori, anche se ricevette un'offerta, mai realizzata, da Max Reinhardt, capo della influente Volksbühne (azienda di costruzioni teatrali), per costruire un nuovo teatro per il balletto. Non è chiaro se Reinhardt volesse seriamente affidare a Kaufmann la costruzione del nuovo teatro. Da allora in poi, Kaufmann decise di prendere commissioni da privati.
Alcune delle prime commissioni da privati consistettero in una serie di ville costruite a Berlino e dintorni, molte delle quali esistono ancora. Kaufmann, tuttavia, ben presto iniziò a non gradire la progettazione di ville e altre abitazioni unifamiliari, in quanto non risultavano abbastanza redditizie per il suo studio. Tornò alla costruzione di teatri e costruì due teatri di rilievo, il Theater am Kurfürstendamm e il Teatro Kroll la cui costruzione andò avanti per nove anni (1920-1929).

### Crisi ed emigrazione

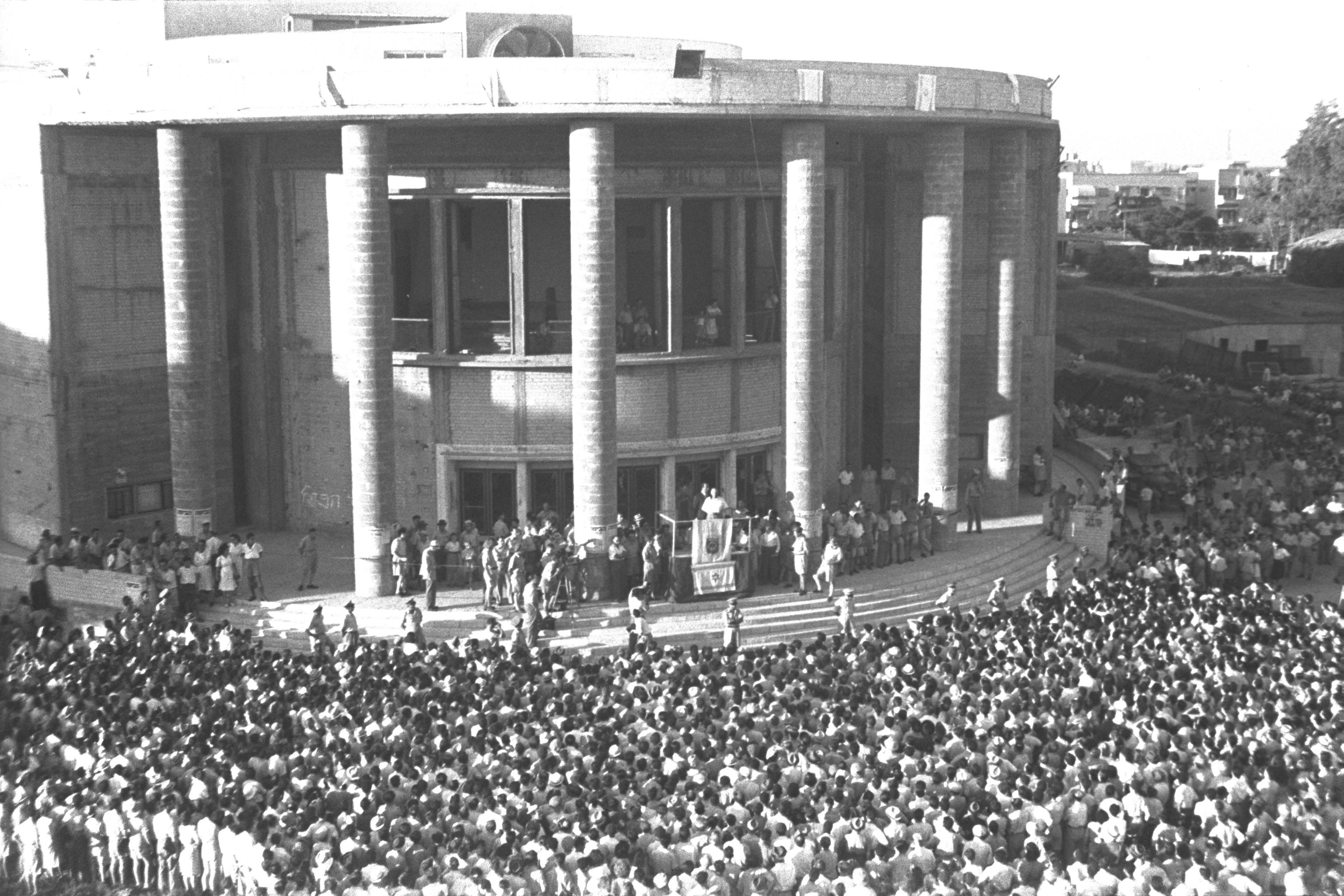
Teatro Habima, Tel Aviv

La grande depressione, anche se non influenzò lo studio di Kaufmann così fortemente come molti dei suoi contatti di lavoro, causò un netto calo del numero delle commissioni. La presa del potere da parte del Partito Nazionalsocialista Tedesco dei Lavoratori nel gennaio del 1933, obbligò il suo socio Stolzer a fuggire in Palestina nel maggio dello stesso anno e Kaufmann stesso lo seguì nel mese di settembre.
Una compagnia teatrale con sede a Mosca, il gruppo Habima, decise di costruire un nuovo teatro nella città di Tel Aviv. Il progetto venne assegnato ad un altro architetto tedesco, Erich Mendelsohn, ma l'offerta venne ritirata dopo che Mendelsohn mostrò poco interesse per il progetto. La costruzione venne poi offerta a Kaufmann, che l'accettò subito, trasferendosi con la sua famiglia in Palestina. Oltre a questo teatro, costruì un cinema della città di Haifa e una serie di appartamenti privati. Tuttavia, in Palestina Kaufmann non fu in grado di raggiungere lo stesso successo e reputazione che aveva raggiunto a Berlino. Oltre a ciò, la situazione economica in Palestina era piuttosto scarsa, tanto che Kaufmann non ricevette altre commissioni dopo il 1937.

### Ritorno in Europa
A causa della situazione economica palestinese, Kaufmann fu costretto a tornare in Europa nel 1939. I suoi numerosi contatti lo aiutarono nel suo viaggio, ma lo scoppio della seconda guerra mondiale gli impedì di raggiungere la sua destinazione finale prevista, l'Inghilterra . Le nuove leggi, di viaggio restrittive gli resero impossibile il ritorno in Palestina, visto che era un protettorato britannico, all'epoca. Dopo il settembre 1940, Kaufmann e la moglie si stabilirono a Bucarest, in Romania. Tuttavia, la pressione crescente sulla comunità ebraica da parte del governo fascista di Ion Antonescu, li costrinse a spostarsi, ancora una volta, in Ungheria. La situazione per i profughi di guerra ebrei in Ungheria era migliore rispetto ai paesi circostanti, ma ancora triste. La moglie di Kaufmann non fu in grado di sopravvivere alle dure condizioni e morì in Ungheria nel 1942. Kaufmann evitò la deportazione di massa degli ebrei, avvenuta in Ungheria nel 1944, ma era senza alcun reddito e vide la sua situazione finanziaria aggravarsi.

### Ultimi anni
Nel 1947, il nuovo governo ungherese, sotto la presidenza di Zoltán Tildy, decretò che ogni artista di età superiore ai 60 anni (Kaufmann a quell'epoca aveva 74 anni), avrebbe ricevuto una pensione dallo Stato. Kaufmann fu ancora in grado di continuare la sua opera architettonica attraverso commissioni governative. Quando Kaufmann morì a Budapest, all'età di 83 nel 1956, aveva costruito altri due teatri. Il suo ultimo lavoro, che venne completato quattro anni dopo la sua morte, fu la ristrutturazione del teatro Madách a Budapest.